# Kína–7
Kína–7 (FSW–0 2) kínai technikai-műszaki tartalmú fotófelderítő műhold. 

## Küldetés
Tervezett feladat, világűr körülményei között tesztelni (tanulmányozni) az űreszköz működését, a földi ellenőrző, követő rendszerekkel történő kapcsolatot, valamint fotófelderítést végzett. Tesztelték az emberes űrhajó felbocsátását.

## Jellemzői
Gyártotta és üzemeltette a Kínai Tudományos Akadémia Speciális Technológia (kínaiul: 中国 空间 技术 研究院) (CAST) csoportja.
Megnevezései: Kína–7; FSW–0 2 (Fanhui Shi Weixing); FSW–2; JB–1 2 (Jianbing yihao 1 weixing); JB–1B (Jianbing yihao jia);  PRC–7 (People's Republic of China); COSPAR: 1976-117A; Kódszáma: 9587.
1976. december 7-én Közép-Kínából a Csiucsüan Űrközpontból, a LA–2B jelű indítóállványról egy háromfokozatú CZ–2C (Chang Zheng) hordozórakétával indították alacsony Föld körüli pályára (LEO = Low-Earth Orbit). Az orbitális egység pályája 90,9 perces, 59,5 fokos hajlásszögű, elliptikus pálya perigeuma 174 kilométer, az apogeuma 469 kilométer volt.
Tömege 2500 kilogramm volt. Forgás-stabilizált űreszköz. Alapműszerei kozmikus sugárzás, a napszél, a mikrometeoritok, az interplanetáris anyag vizsgálatát biztosították. Műszerei, berendezései a későbbi meteorológiai műhold programok alaptípusai voltak. A műszertartályt visszahozták a Földre. Energia ellátását napelemek, éjszakai (földárnyék) energia ellátását ezüst-cink akkumulátorok biztosították. Hővédelme, telemetria rendszere zavartalanul működött. 
1977. január 2.
1977. január 2-án 26 nap (0,07 év) után földi parancsra belépett a légkörbe és hagyományos – ejtőernyős leereszkedés – módon visszatért a Földre.